# Confederação Brasileira de Damas
A Confederação Brasileira de Damas (CBD) é a entidade máxima da gestão da Damas de 64 casas, na variante brasileira, e da Damas de 100 casas, também conhecida como Damas Internacional, no país. Foi fundada em 23 de abril de 1967, na Assembleia que ocorreu no Estádio Caio Martins, em Niterói, no Rio de Janeiro.  É uma entidade filiada à Fédération Mondiale Du Jeu de Dames (FMJD), desde 1975.  

## História
Antes da criação da Confederação Brasileira de Damas, as federações estaduais de Espírito Santo, São Paulo, Rio de Janeiro, Rio Grande do Sul e Minas Gerais colaboraram no desenvolvimento do Jogo de Damas no Brasil. A fundação da Confederação Brasileira de Damas ocorreu no dia 23 de abril de 1967, na Assembleia realizada no Estádio Caio Martins, em Niterói, no Rio de Janeiro. A entidade também é conhecida como Confederação Brasileira de Jogo de Damas (CBJD).
Em 1975, a Confederação Brasileira de Damas filiou-se à Fédération Mondiale Du Jeu de Dames, que possibilitou uma troca de experiências sobre a modalidade entre os atletas do Brasil e do continente Europeu. Atualmente, a CBD mantem-se filiada à Federação Mundial. Na América, a Confederação Brasileira é uma das 13 federações nacionais que estão filiadas à Pan American Draughts & Checkers Confederation (PAMDCC).
A Confederação Brasileira de Damas é uma pessoa jurídica de direitos privados, sem fins lucrativos, formada pelas federações estaduais filiadas, e tem como objetivo administrar a prática, a organização e a gestão das Damas de 64 e de 100 casas no país.

### Conselho gestor
Em mais de 50 anos de atuação administrando a modalidade, a Confederação Brasileira de Damas teve alguns presidentes à frente da entidade. A Diretoria da CBD compõe-se por sete membros, dentre eles, o Presidente, o Vice-Presidente, o Tesoureiro, e mais 4 cargos gestores.

#### Presidentes
- 1967 - Murilo Portugal;[1]
- 1975- Ubiratan Figueiredo;[1]
- 2017- Lélio Sarcedo.[6]

## Campeonatos
A Confederação Brasileira de Damas promoveu e organizou alguns campeonatos brasileiros, masculino e feminino, ao longo de sua história, que é o principal evento da modalidade no país. Além disso, também organizou eventos internacionais, como o Campeonato Mundial de 64 casas e a Copa Mundial Feminina de Jogo de Damas de 64 casas.

### Eventos nacionais
- Campeonato Brasileiro Masculino de Jogo de Damas - 64 casas (Entre 1967 e 2017, foram realizadas 43 edições); [5]
- Campeonato Brasileiro Feminino de Jogo de Damas - 64 casas (Entre 2005 e 2010, foram realizadas 6 edições); [5]
- Campeonato Brasileiro Masculino de Jogo de Damas - 100 casas (Entre 1971 e 2016, foram realizadas 19 edições). [5]

### Eventos internacionais
- Campeonato Mundial de 64 casas, São Lourenço (MG), 1987;[7]
- Campeonato Mundial de 64 casas, São Lourenço, 1989;[7]
- Campeonato Mundial de 64 casas, Águas de Lindóia (SP), 1993;[7]
- Campeonato Mundial de 64 casas, Belo Horizonte (MG), 1996;[7]
- Campeonato Mundial de 64 casas, São Caetano do Sul (SP), 1999; [7]
- Campeonato Mundial de 64 casas, São Paulo (SP), 2002;[7]
- Campeonato Mundial de 64 casas, Ubatuba (SP), 2004;[7]
- Campeonato Mundial de 64 casas, Recife (PE), 2008;[7]
- Copa Mundial Feminina de Jogo de Damas de 64 casas, Campinas (SP), 2011.[5] [8]